# Gastronomia de la Garrotxa
La cuina de la Garrotxa tracta sobre el menjar i les begudes típics de la cuina garrotxina.
La Garrotxa és una comarca que fa de frontera entre l'alta muntanya del Ripollès i la plana de l'Empordà. Es caracteritza per ser una zona volcànica i plujosa i, per tant, té una terra molt fèrtil, dedicada més al secà que al regadiu. Gran part de la comarca és muntanyenca i coberta per boscos. És, doncs, una comarca interior que compta amb elements de la cuina de muntanya com bolets, caragols, herbes de muntanya, l'ús de cereals i embotits. A continuació es detallen els elements més destacables de la gastronomia d'aquesta comarca:

## Altres plats típics
- Fesols amb botifarra de perol, un plat típic de Santa Pau.[2]
- Farinetes[1] de fajol.
- Farro.[1]
- "Sopa de pedres".[1]
- Tortell entorxat o tortell d'Olot, una mena de pa anisat.[3]
- Embotits: Són famosos la botifarra i el pernil d'Olot i de Castellfollit.[2]

## Begudes típiques
- La Ratafia és un licor fet amb nous i aiguardent típic del Pirineu català i especialment de la Garrotxa. Durant el Pont de la Puríssima, a desembre, se celebra la Fira de la Ratafia a Besalú.[1]

## Ingredients bàsics
- Patata, fesols, ceba del volcà de Sant Francesc, tòfona, moniato, fajol, poma.[1]
- Raïm i oliva a Mieres
- Fesols de Santa Pau

## Fires gastronòmiques
La Mostra Gastronòmica de la Garrotxa se celebra el mes de novembre i desembre. A gener, poc després de Sant Antoni, hi ha la Fira del Fesol o "Fesolada" a Santa Pau amb degustació de plats de fesols. Al febrer Olot celebra la Fira de l'Embotit amb una botifarrada popular. Al mateix poble es fa la Fira del fajol el mes de novembre.